# Агиос Христофорос (планина)
Агиос Христофорос (на гръцки: Άγιος Χριστόφορος) е ниска планина в Кожанско, Гърция. Част е от планината Камбуница (Камвуния).

## Описание
Агиос Христофорос е издължена планина, разположена в южната част на Кожанско, между язовира Полифитос на река Бистрица (Алиакмонас) (290 m) и планината Довра (Фламбуро), от която е отделена с река Фтисмата (600 m). На СИ е отделена от планината Вурсана с пролома Порта (480 m). Най-високият връх е едноименният Агиос Христофорос - 1000 m стълб на височина 997 m. На върха е църквата „Свети Христофор“.
Скалите на плинаната са варовик и конгломерати.
Изкачването до върха може да стане от село Просилио (Калдадес, 500 m) за около 2 часа.
| Име                          | Име                       | Височина | Местоположение     |
| ---------------------------- | ------------------------- | -------- | ------------------ |
| Агиос Христофорос            | Άγιος Χριστόφορος         | 1000 m   | в централната част |
| Маври Рахи                   | Μαύρη Ράχη                | 780 m    | в ЮЗ част          |
| Патома                       | Πάτωμα                    | 800 m    | в СИ част          |
| Рахи Просилио или Маври Рахи | Ράχη Προσήλιο, Μαύρη Ράχη | 804 m    | в ЮЗ част          |